# モーニングワイド ラジオJ
モーニングワイド ラジオJ（モーニングワイド ラジオジェイ）は、信越放送（SBCラジオ）で2003年3月31日から2024年3月29日まで放送されていたラジオ番組。

## 概要
朝のアタマに入れておきたいニュースや大切な気象情報を届ける『朝刊ラジオ』として、ニュース、天気予報、各種コラム、ラジオカーレポートなどで構成される。
2003年3月31日放送開始。放送開始 - 2006年3月31日は、男女ペアで番組を進行していた。同年4月3日から1人体制となる。
放送開始 - 2007年9月28日は9:00（JST）を境に前半をパート1、後半をパート2と称しオープニングジングルを2種類併用していたが、同年10月1日以降は2部制を廃止しオープニングジングルを統一した。

## 放送時間
- 月曜 - 金曜 6:30 - 10:20（2003年3月31日 - 2007年3月30日）
- 月曜 - 金曜 6:30 - 10:25（2007年4月2日 - 2008年3月28日）
- 月曜 - 金曜 6:30 - 8:45（2008年3月31日 - 2010年4月2日）
- 月曜 - 金曜 6:30 - 8:35（2010年4月5日 - 2011年9月30日）
- 月曜 - 金曜 6:30 - 8:45（2011年10月3日 - 2016年3月25日）
- 月曜 - 金曜 6:30 - 8:50（2016年3月28日 - 2019年3月29日）
- 月曜 - 金曜 6:30 - 8:40（2019年4月1日 - 2024年3月29日）

放送開始 - 2007年3月30日は10:20までの放送だったが、「TOYOTA DRIVING TALK」のネット終了にともない10:25まで延長された。2008年3月31日からは「坂ちゃんのずくだせえぶりでい」の開始に伴い8:45までに短縮された。2010年4月5日 - 2011年9月30日は「おはよう!武田がト・オ・ル」放送のため、8:35までに短縮された。2016年3月28日から、「ENEOSプレゼンツ あさナビ」終了に伴い、8:50までの放送となっていたが、2019年4月1日から同番組のネットが再開されたため、8:40までの放送となる。

## 放送内容
2022年10月現在
- 6:32 ニュース・天気予報
- 6:45 歌のない歌謡曲
  - 企画ネット　生田明子【録音】(最新の天気予報がカットイン)
- 7:00 ニュース・天気予報
- 7:10 お早う!ニュースネットワーク（ニッポン放送制作）
- 7:25 SUZUKIハッピーモーニング・羽田美智子のいってらっしゃい（ニッポン放送制作）
- 7:30 天気予報・交通情報
- 7:35 Jのコラム[3]
  - 火曜（第2・4週）信州ものづくり紹介
  - 金曜（第1週）信大SBC防災プロジェクト
- 7:45 スポーツニュース
- 7:50 曜日別コーナー【録音】
  - 中谷彰宏のビジネスサプリ（月曜・金曜）[4]
  - 高野登[5]のホスピタリティってなんだろう？（火曜）
  - 森永卓郎のサラリーマンが幸せになる経済学（水曜）
  - 中川美紀の気分よく働こう!（木曜）[6]
- 7:55 ニュース
- 8:00 話題のアンテナ 日本全国8時です（TBSラジオ制作）
- 8:15 Jポイント[7]
  - 火曜（第4週）持続可能な未来へ! 信州のSDGs
  - 金曜（第1週）ラジオで聴いてみよう! 投資の話
  - 金曜（第2・4週）ミライの経営ナビ 聞いて納得! 経営とお金の話
  - 金曜（第3週）働く仲間の応援団
- 8:25 ラジオカー・レポート
- 8:30 天気予報・交通情報

## 出演者
現在
- 月・火　担当　　　丸山隆之（2013年4月1日 - 2018年3月27日[8]、2022年10月3日 - 2024年3月26日）
- 水・木・金　担当　飯塚敏文（2005年4月 - 2006年3月、2008年3月31日 - 2013年3月28日、2018年4月4日 - 2024年3月29日）

過去
- 舩戸導洋（2003年3月31日 - 2005年3月9日）
- 小林万利子（2004年4月 - 2005年10月）
- 久保田祥江（2003年3月31日 - 2006年3月31日）
- 杉崎美香（2003年4月3日 - 2003年8月28日）
- 滝沢きく江（2003年10月 - 2004年3月）
- 太田恒太郎（2004年4月 - 2006年3月）
- 塩入美雪（2005年4月 - 2006年3月）
- 小松美帆（2005年11月 - 2006年3月）
- 山崎昭夫（2008年4月 - 2009年4月）
- 生田明子
- 安斉由季
- 菊地恵子
- 三島さやか
- 高木直人
- 牛山美耶子（2009年10月7日 - 2010年4月1日、水・木担当）
- 久保正彰 （2003年4月 - 2006年3月、2016年3月30日 - 2022年9月27日、月・火担当[9])

### パーソナリティーの変遷
| 期間              | 月         | 火       | 水         | 木         | 金         |
| ----------------- | ---------- | -------- | ---------- | ---------- | ---------- |
| 2003.04 - 2003.09 | 舩戸導洋   | 舩戸導洋 | 舩戸導洋   | 久保正彰   | 久保正彰   |
| 2003.04 - 2003.09 | 久保田祥江 | 小林由季 | 生田明子   | 杉崎美香   | 小林由季   |
| 2003.10 - 2004.03 | 舩戸導洋   | 舩戸導洋 | 久保正彰   | 久保正彰   | 久保正彰   |
| 2003.10 - 2004.03 | 久保田祥江 | 小林由季 | 生田明子   | 滝沢きく江 | 小林由季   |
| 2004.04 - 2004.09 | 久保正彰   | 舩戸導洋 | 舩戸導洋   | 小林万利子 | 小林万利子 |
| 2004.04 - 2004.09 | 久保田祥江 | 安斉由季 | 生田明子   | 高木直人   | 太田恒太郎 |
| 2004.10 - 2005.03 | 久保正彰   | 舩戸導洋 | 舩戸導洋   | 小林万利子 | 小林万利子 |
| 2004.10 - 2005.03 | 久保田祥江 | 生田明子 | 安斉由季   | 高木直人   | 太田恒太郎 |
| 2005.04 - 2005.10 | 久保正彰   | 飯塚敏文 | 飯塚敏文   | 小林万利子 | 小林万利子 |
| 2005.04 - 2005.10 | 久保田祥江 | 塩入美雪 | 安斉由季   | 太田恒太郎 | 高木直人   |
| 2005.11 - 2006.03 | 久保正彰   | 飯塚敏文 | 飯塚敏文   | 久保田祥江 | 久保田祥江 |
| 2005.11 - 2006.03 | 安斉由季   | 塩入美雪 | 小松美帆   | 太田恒太郎 | 高木直人   |
| 2006.04 - 2006.09 | 生田明子   | 生田明子 | 生田明子   | 三島さやか | 三島さやか |
| 2006.10 - 2007.09 | 生田明子   | 生田明子 | 生田明子   | 菊地恵子   | 菊地恵子   |
| 2007.10 - 2008.03 | 生田明子   | 生田明子 | 安斉由季   | 菊地恵子   | 菊地恵子   |
| 2008.04 - 2009.03 | 飯塚敏文   | 飯塚敏文 | 山崎昭夫   | 高木直人   | 山崎昭夫   |
| 2009.04 - 2009.09 | 飯塚敏文   | 飯塚敏文 | 三島さやか | 三島さやか | 高木直人   |
| 2009.10 - 2010.03 | 飯塚敏文   | 飯塚敏文 | 牛山美耶子 | 牛山美耶子 | 高木直人   |
| 2010.04 - 2013.03 | 飯塚敏文   | 飯塚敏文 | 飯塚敏文   | 飯塚敏文   | 飯塚敏文   |
| 2013.04 - 2016.03 | 丸山隆之   | 丸山隆之 | 丸山隆之   | 丸山隆之   | 丸山隆之   |
| 2016.04 - 2018.03 | 丸山隆之   | 丸山隆之 | 久保正彰   | 久保正彰   | 久保正彰   |
| 2018.04 - 2022.09 | 久保正彰   | 久保正彰 | 飯塚敏文   | 飯塚敏文   | 飯塚敏文   |
| 2022.10 - 2024.03 | 丸山隆之   | 丸山隆之 | 飯塚敏文   | 飯塚敏文   | 飯塚敏文   |